# Xã Fox, Quận Platte, Missouri
Xã Fox (tiếng Anh: Fox Township) là một xã thuộc quận Platte, tiểu bang Missouri, Hoa Kỳ. Năm 2010, dân số của xã này là 11.791 người.